# Трифун Хаджиянев
Трифун Хаджиянев или Хаджиев, известен като Американеца, е гръцки комунист и революционер от Егейска Македония.

## Биография
Роден е през 1893 година в град Воден. На 18 години заминава на гурбет в САЩ. Връща се във Воден в 1922 година и отваря кино. Хаджиянев е един от основателите на Местния комитет на Комунистическата партия на Гърция. Организира синдикално местните селскостопански и текстилни работници. Репресиран е от гръцките власти и е заточен в 1929 година на остров Аналфи. След установяването на диктатурата на Метаксас в 1936 година е отново заточен, този път на остров Фолегандрос. В 1944 година е прехвърлен в лагера Хайдари край Атина.
Екзекутиран е на 1 май 1944 година заедно с още 200 комунисти.